# 興元
興元（784年正月—十二月）是唐德宗的第二個年號，共计1年。

## 改元
- 建中五年——正月一日，改元興元元年。[2][3][4]
- 興元二年——正月一日，改元貞元元年。[5][6][7]

## 紀年
| 興元 | 元年  |
| ---- | ----- |
| 公元 | 784年 |
| 干支 | 甲子  |

## 同期存在的其他政权年号
- 中國
  - 天皇（784年）：唐朝時期—領袖朱泚之年號
  - 武成（784年－786年）：唐朝時期—領袖李希烈之年號
  - 大興（738年－794年）：渤海—渤海文王大欽茂之年號
  - 上元（784年－808年）：南詔—異牟尋之年號
- 日本
  - 延曆（782年－806年）：奈良時代、平安時代—桓武天皇之年號

## 參看
- 中國年號索引

## 引用來源
1. ↑  李崇智，《中國歷代年號考》，第103頁。
2. ↑  劉昫.  . 维基文库.「興元元年春正月癸酉朔，上在奉天行宮受朝賀。詔曰：『……今上元統曆，獻歲發祥，宜革紀年之號，式敷在宥之澤，可大赦天下，改建中五年為興元元年。……』」
3. ↑  歐陽脩.  . 维基文库.「興元元年正月癸酉，大赦，改元。」
4. ↑  司馬光.  . 维基文库.「興元元年　春，正月，癸酉朔，赦天下，改元。」
5. ↑  劉昫.  . 维基文库.「貞元元年正月丁酉朔，御含元殿受朝賀，禮畢，宣制大赦天下，改元貞元。」
6. ↑  歐陽脩.  . 维基文库.「貞元元年正月丁酉，大赦，改元。」
7. ↑  司馬光.  . 维基文库.「貞元元年　春，正月，丁酉朔，赦天下，改元。」